# Hugh Masekela
Hugh Ramapolo Masekela  (04 Tháng Tư năm 1939 – 23 tháng 1 năm 2018)  là một người thổi kèn trumpet, flugelhornist, cornetist, nhà soạn nhạc và ca sĩ người Nam Phi. Ông đã được mô tả là "cha đẻ của nhạc jazz Nam Phi." Masekela được biết đến với các tác phẩm jazz và viết các bài hát chống apartheid nổi tiếng như "Soweto Blues" và "Bring Him Back Home". Ông cũng đã có một hit pop số một tại Mỹ vào năm 1968 với phiên bản của "Grazing in the Grass".

## Tuổi thơ
Masekela được sinh ra ở thị trấn KwaGuqa, Witbank, Nam Phi, Thomas Selena Masekela, một thanh tra và nhà điêu khắc sức khỏe và vợ ông, Pauline Bowers Masekela, một nhân viên xã hội. Khi còn nhỏ, anh bắt đầu hát và chơi piano và phần lớn được nuôi dưỡng bởi bà ngoại, người điều hành một quán bar bất hợp pháp cho các thợ mỏ. Vào năm 14 tuổi, sau khi xem bộ phim Young Man with a Horn (trong đó Kirk Douglas đóng vai một nhân vật được mô phỏng theo nghệ sĩ nhạc jazz jazz người Mỹ Bix Beiderbecke), Masekela đã chơi kèn. Cây kèn đầu tiên của ông đã được Đức Tổng Giám mục Trevor Huddleston mua cho anh từ một cửa hàng âm nhạc địa phương, giáo sĩ chống phân biệt chủng tộc tại Trường Trung học St. Peter giờ đây được gọi là Trường Thánh Martin (Rosettenville).
Huddleston hỏi những lãnh đạo của sau đó Johannesburg "bản địa" thành phố Brass Band, Bác Sauda, để dạy Masekela cơ sở của cách chơi trumpet. Masekela nhanh chóng thành thạo nhạc cụ này. Chẳng mấy chốc, một số bạn học của ông cũng bắt đầu thích chơi nhạc, dẫn đến sự thành lập ban nhạc Jazz Huddleston, dàn nhạc trẻ đầu tiên của Nam Phi. Khi Louis Armstrong nghe về ban nhạc này từ người bạn Huddleston, ông đã gửi một trong những chiếc kèn của riêng mình như một món quà cho Hugh. Đến năm 1956, sau khi dẫn dắt các nhóm nhạc khác, Masekela tham gia buổi biểu diễn nhạc Jazz châu Phi của Alfred Herbert.
Từ năm 1954, Masekela đã chơi nhạc phản ánh chặt chẽ trải nghiệm cuộc sống của mình. Sự đau đớn, xung đột và bóc lột mà Nam Phi phải đối mặt trong những năm 1950 và 1960 đã truyền cảm hứng và ảnh hưởng đến ông để tạo ra âm nhạc và cũng truyền bá sự thay đổi chính trị. Ông là một nghệ sĩ trong âm nhạc của ông đã mô tả một cách sinh động các cuộc đấu tranh và nỗi buồn, cũng như niềm vui và niềm đam mê của đất nước ông. Âm nhạc của ông đã phản đối về phân biệt chủng tộc, nô lệ, chính quyền; những khó khăn cá nhân đã sống. Masekela đạt đến một dân số lớn cũng cảm thấy bị áp bức do tình hình của đất nước.
Sau một tour diễn Manhattan Brothers ở Nam Phi vào năm 1958, Masekela đã hòa mình vào dàn nhạc của vở nhạc kịch King Kong, được viết bởi Todd Matshikiza. King Kong là bộ phim bom tấn thành công đầu tiên của Nam Phi, đi lưu diễn khắp đất nước trong một năm bán hết vé với Miriam Makeba và anh em nhà Manhattan của Nathan Mdledle. Vở nhạc kịch sau đó đã đến West End của London trong hai năm.